# Mirko Savini
Mirko Savini (Roma, Italia, 11 de marzo de 1979) es un exfutbolista y entrenador italiano. Jugaba de defensa y centrocampista. Actualmente es el entrenador adjunto del Benevento Calcio de la Serie B de Italia.

## Trayectoria
Savini creció en la cantera de un club romano, la Lodigiani, y debutó con el primer equipo en 1996. Tras cuatro temporadas pasó a otro club de 3.ª división, la Fermana. En 2002 fue cedido al Ascoli, que militaba en Serie B, y en 2004 a la Fiorentina, con la que debutó en Serie A. En 2005 firmó por el Napoli.
En la primera parte de la temporada 2008/09 no jugó ni un partido, así que rescindió su contrato con el equipo partenopeo y fue adquirido por el Palermo el 20 de enero de 2009; cinco días después debutó con los sicilianos frente al Udinese.
Su último equipo fue el PAOK Salónica de Grecia.

## Clubes
| Club           | País   | Año       |
| -------------- | ------ | --------- |
| AS Lodigiani   | Italia | 1996-2000 |
| Fermana Calcio | Italia | 2000-2002 |
| Ascoli Calcio  | Italia | 2002-2004 |
| ACF Fiorentina | Italia | 2004-2005 |
| SSC Napoli     | Italia | 2005-2008 |
| US Palermo     | Italia | 2008-2009 |
| PAOK FC        | Grecia | 2009-2011 |